# Desa Karangmekar (administrativ by i Indonesien, Kabupaten Karawang)
Desa Karangmekar är en administrativ by i Indonesien.   Den ligger i kabupatenet Kabupaten Karawang och provinsen Jawa Barat, i den västra delen av landet, 50 km öster om huvudstaden Jakarta.